# Károly Grósz
Károly Grósz (n. 1 august 1930, Miskolc, Regatul Ungariei – d. 7 ianuarie 1996, Gödöllő, Pesta, Ungaria) a fost un politician comunist ungar.
Grósz s-a născut la Miskolc, în Ungaria. S-a alăturat Partidului Comunist Ungar (Magyar Kommunista Párt-MKP) în 1945, la vârsta de 14 ani. Când comunismul s-a instaurat complet în Ungaria, în 1949, el a avansat în ierarhia de partid și a ajuns foarte cunoscut în regiunea sa natală. În 1974 a fost numit șeful Departamentului de Agitație și Propagandă al Partidului Socialist Muncitoresc Maghiar (Magyar Szocialista Munkáspárt-MSZMP). 
În 1979 a devenit prim-secretar de partid al județului în care se născuse. În 1984 a redevenit important la nivel național, fiind numit șef al comitetului de partid din Budapesta. La congresul partidului din 1985 a fost ales membru al Biroului Politic, iar în 1987 a fost numit prim-ministru, succedându-l astfel pe György Lázár, care deținuse funcția pentru mai bine de unsprezece ani. Cum țara se confrunta cu probleme economice, liderul partidului, János Kádár, demisionează în 1988, deși la congresul partidului fusese ales pe o perioadă de cinci ani și urma să ocupe funcția de secretar general până în 1990. La 27 mai 1988, Károly Grósz este ales secretar general, după ce chiar Kádár îl recomandase în această funcție pe 22 mai.
Grósz a deținut în paralel și funcția de prim-ministru până la sfârșitul lui noiembrie, când a fost înlocuit de Miklós Németh, reprezentantul facțiunii partidului care dorea reforma radicală. Grósz însă pleda pentru o reformă politică și economică moderată, cu scopul de a realiza reforma atentă a socialismului, fără a-i atinge bazele. Mai exact, era împotriva unui comunism bazat pe unele idei ale capitalismului.
Soarta sa a fost pecetluită când a acceptat să se întâlnească cu liderul român Nicolae Ceaușescu, pentru a discuta ce este de făcut cu numărul mare de etnici unguri care părăseau România. Mulți dintre colegii de partid ai lui Grósz au spus că l-a crezut prea mult pe Ceaușescu. Ca rezultat, autoritatea i-a scăzut și a fost neputincios în a încetini schimbările economice, politice și sociale din 1989.
El a încercat să încetinească și chiar să stopeze schimbările radicale pe care le doreau adversarii săi politici, mai exact un sistem politic de tip vestic, cu economie de piață. De asemenea, s-a opus reabilitării lui Imre Nagy, primul-ministru ungar din timpulrevoluției din 1956. La 1 septembrie 1989, la întâlnirea Comitetului Central al MSZMP, Grósz a arătat că Nagy avusese legături cu NKVD-ul, dar cei prezenți acolo au decis să nu publice faptele. Abia după prăbușirea regimurilor comuniste din Europa de Est, Grósz a declarat, în februarie 1993, pentru ziarul maghiar Népszabadsag că Nagy a lucrat într-adevăr pentru poliția secretă sovietică în anii '30 și la începutul anilor '40.
În 1989, a fost tot mai mult îndepărtat din conducerea partidului de către reformatorii radicali, cum ar fi Németh, Rezső Nyers, Gyula Horn și Imre Pozsgay. În vara lui 1989, a devenit membru al colectivului de patru oameni care conducea partidul și care era condus de Nyers. S-a opus reformelor radicale în partid și organizării acestuia sub forma unui partid social-democrat, de tip vestic. A rămas secretar general până la 7 octombrie, dată la care partidul s-a reorganizat sub numele de Partidul Socialist Ungar (Magyar Szocialista Párt-MSZP).
Facțiunea dură a partidului, care dorea un comunism de tip sovietic, condusă de Grósz, s-a reorganizat în decembrie 1989 și a fondat din nou MSZMP, mai târziu numit Partidul Comunist Muncitoresc Maghiar (Magyar Kommunista Munkáspárt-MKMP). Grósz a devenit președinte al acestuia. La alegerile parlamentare, MSZMP nu a obținut niciun loc în Parlamentul Republicii Ungare.
În 1996, la vârsta de 65 de ani, a murit de cancer la rinichi, la Gödölő.